# Eois cinyras
Eois cinyras är en fjärilsart som beskrevs av William Schaus 1912. Eois cinyras ingår i släktet Eois och familjen mätare. Inga underarter finns listade i Catalogue of Life.